# Association genevoise pour le suffrage féminin
Die Association genevoise pour le suffrage féminin (deutsch: Genfer Verein für das Frauenstimmrecht) war ein Schweizer Verein, der 1907 in Genf gegründet wurde und bis zur Einführung des Frauenstimmrechts 1971 für die politischen Rechte der Frauen kämpfte. Die Organisation spielte eine zentrale Rolle bei den fünf Genfer Abstimmungen über das Frauenstimmrecht zwischen 1921 und 1960 und war Gründungsmitglied des Schweizerischen Verbands für Frauenstimmrecht.

## Geschichte
Die Association genevoise pour le suffrage féminin wurde 1907 von einer Gruppe feministischer Männer und Frauen gegründet, viele davon Mitglieder der Union des femmes de Genève. Der Gründer und erste Präsident war Auguste de Morsier (1864–1923), ein Ingenieur, Journalist und Frauenrechtler, einziges männliches Mitglied bei der Gründung.
1909 schloss sich die Genfer Vereinigung mit sechs weiteren regionalen Vereinen zum Schweizerischen Verband für Frauenstimmrecht (SVF) zusammen. Zu den Mitgründern des nationalen Verbands gehörten neben de Morsier auch Pauline Chaponnière-Chaix und Camille Vidart.
1911 übernahm Émilie Gourd die Präsidentschaft und behielt diese Position bis zu ihrem Tod 1946. Gourd wurde zur einflussreichsten Persönlichkeit der Schweizer Frauenbewegung der ersten Hälfte des 20. Jahrhunderts. Sie gründete 1912 die feministische Zeitschrift Mouvement féministe, die später zu Femmes suisses wurde. Parallel zu ihrer Tätigkeit in Genf war Gourd von 1914 bis 1928 auch Präsidentin des Schweizerischen Verbands für Frauenstimmrecht und ab 1923 Sekretärin der International Alliance of Women.
Die Association war federführend bei den fünf Genfer Volksabstimmungen über das Frauenstimmrecht:
- 16. Oktober 1921: Die erste kantonale Initiative wurde mit 68,1 % der Stimmen abgelehnt (14'169 Nein-Stimmen gegen 6'634 Ja-Stimmen bei 54 % Stimmbeteiligung).[3]

- 1. Dezember 1940: Das Frauenstimmrecht wurde in der zweiten Abstimmung ebenfalls mit 68 % abgelehnt.
- 29. September 1946: Das Frauenstimmrecht scheiterte in der dritten Abstimmung erneut.
- 7. Juni 1953: Auch in der vierten Abstimmung wurde das Frauenstimmrecht abgelehnt.
- 6. März 1960: Schliesslich wurde das kantonale Frauenstimmrecht in Genf angenommen, womit Genf nach Waadt (1959) und Neuenburg (1959) der dritte Schweizer Kanton wurde, der das Frauenstimmrecht einführte.[6]

Die Association war 1937 Gründungsmitglied des Centre de liaison des associations féminines genevoises (CLAFG), eines Dachverbands der Genfer Frauenorganisationen. Während des Zweiten Weltkriegs engagierte sich die Organisation auch in sozialen Projekten wie der Organisation von Nähstuben für arbeitslose Frauen.
Nach der Einführung des nationalen Frauenstimmrechts in der Schweiz am 7. Februar 1971 hatte die Association ihr ursprüngliches Ziel erreicht. Sie wandelte sich daraufhin in die Association genevoise pour les droits de la femme (AGDF) um, die sich fortan für die Gleichberechtigung der Frauen in allen Lebensbereichen einsetzte.

## Bedeutung
Die Association genevoise pour le suffrage féminin war eine der wichtigsten Organisationen der Schweizer Frauenbewegung. Durch ihre beharrliche Arbeit über mehr als sechs Jahrzehnte trug sie wesentlich dazu bei, dass die Schweiz als eines der letzten europäischen Länder schliesslich das Frauenstimmrecht einführte. Die Organisation diente als Vorbild für ähnliche Vereinigungen in anderen Schweizer Kantonen und war international vernetzt.